# Байер, Ян
Байер, Ян (1630—1674) — словацкий философ, представитель т. н. прешовской школы.
Родился в Прешове. С 1653 года учился в Виттенбергском университете. В 1659 году вернулся в Прешов. Некоторое время служил проповедником в Банской Быстрице, затем в Спишском Подграде.
Проповедовал эмпиризм Ф. Бэкона. Выступал против схоластической интерпретации философии Аристотеля. Единственно верным методом полагал индуктивный метод. Философию Байер делил на три части: гностику, диагностику и гнористику. Гностика рассматривает способы познания вещей. Диагностика указывает на способ исследования и оценки вещей. Гнористика рассуждает о разуме и методе в целом.
Свой труд «Нить в лабиринте…» Байер считал введением к новой философии.

## Сочинения
- Преддверие, или Храм природы. 1662.
- Нить в лабиринте, или «Полярная звезда», то есть универсальный свет разума, зажженный для тех, кто постигает, исследует и распространяет знания о вещах вообще. 1663.